# Saint-Cyr Ngam-Ngam
Saint-Cyr Ngam-Ngam, né le 27 janvier 1993 à Bangui, est un footballeur international centrafricain. Il joue au poste d'arrière droit au DFC 8ème Arrondissement.

## Biographie

### En club
Saint-Cyr Ngam-Ngam dispute son premier match de Ligue des champions de la CAF le 6 avril 2012 contre Al Hilal Omdurman (défaite 5-1).
En 2017, avec son club, l'Eding Sport, Ngam-Ngam est sacré champion du Cameroun.
En 2021, il remporte le titre de champion de République centrafricaine avec le DFC 8ème Arrondissement. Il dispute à nouveau la Ligue des champions en septembre 2021, lors du premier tour préliminaire face au Jwaneng Galaxy.

### En sélection
Saint-Cyr Ngam-Ngam honore sa première sélection en équipe de République centrafricaine le 13 juin 2015 contre l'Angola dans le cadre des qualifications à la CAN 2017 (défaite 4-0).
Lors du match face au Cap-Vert le 1er septembre 2021, Ngam-Ngam porte pour la première fois le brassard de capitaine de l'équipe nationale. Il le sera lors des six matchs de qualifications à la Coupe du monde 2022.

## Palmarès
| Eding Sport - Championnat du Cameroun (1) : - Champion : 2017. |  | DFC 8ème Arrondissement - Championnat de République centrafricaine (1) : - Champion : 2020-21. |